# François-Adolphe Bocage
Pour les articles homonymes, voir Bocage (homonymie).
François-Adolphe Bocage (1860-1927) est un architecte français.

## Biographie
François-Adolphe Bocage naît à Paris 20e le 4 août 1860. Il intègre l'école des beaux-arts en 1878, dans l'atelier de Julien Guadet.
Il est primé au concours de façades de la ville de Paris en 1902. Lors du chantier du 205 rue Marcadet, Georges Debrie meurt. Bocage reprend son agence et termine le projet, de la même façon qu'il achève la maison des étudiants de la rue de la Bûcherie. 
Il meurt à Paris 6e le 24 septembre 1927.

## Réalisations
Parmi les réalisations de François-Adolphe Bocage :
- 1887 : immeuble, 270, rue du Faubourg-Saint-Antoine, Paris
- 1902 : 133, boulevard de Ménilmontant, Paris
- 1908 : immeuble, 6, rue de Hanovre, Paris
- 1908 : immeuble, 95, avenue Gambetta, Paris
- 1910 : 36, rue de Fleurus, Paris
- 1910 : 95, boulevard Raspail, Paris
- 1911 : hôtel Mignot, Reims ; immeubles 1 et 3, rue Charles-Dickens, Paris
- 1913 : immeubles aux 6, 8 et 10 avenue Constant-Coquelin, Paris
- Entre 1909 et 1919 : ensemble d'immeubles à bon marché construit au 203-207 rue Marcadet et 25 rue Carpeaux à Paris, initialement par l'architecte Georges Debrie, puis par Adolphe Bocage pour la fondation Alexandre et Julie Weill.

## Galerie

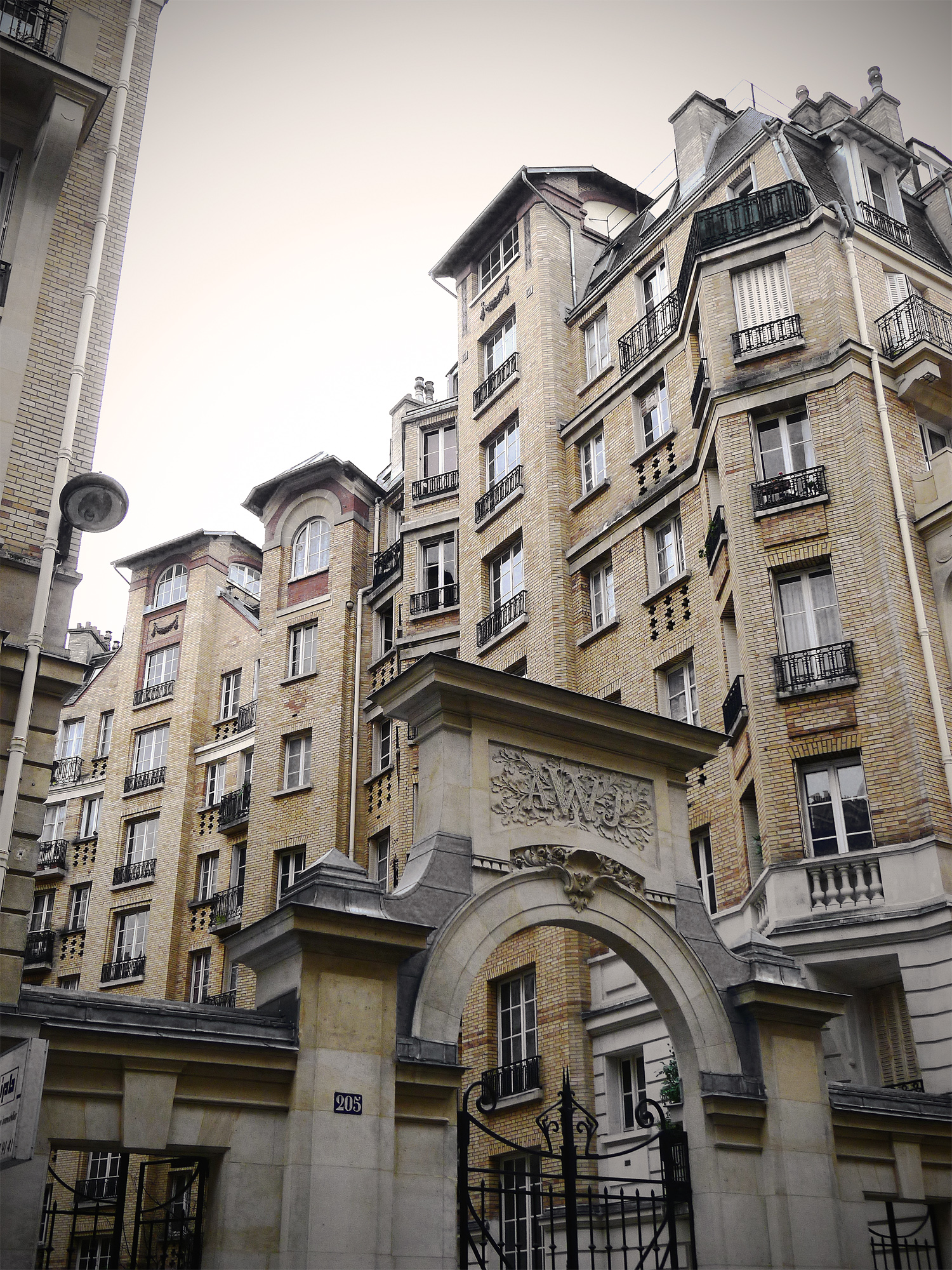
No 205, rue Marcadet, Paris.
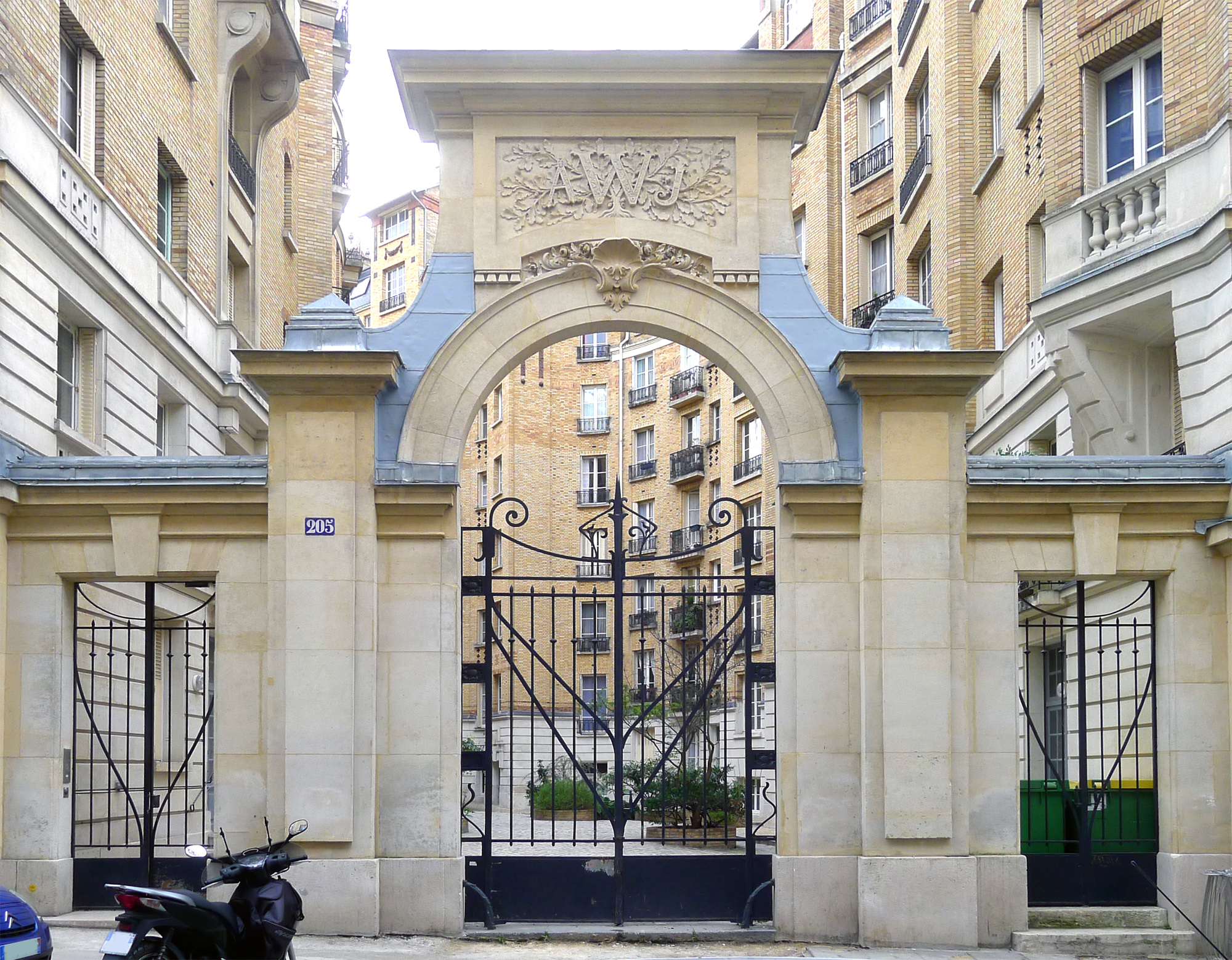
Entrée du no 205, rue Marcadet, Paris.
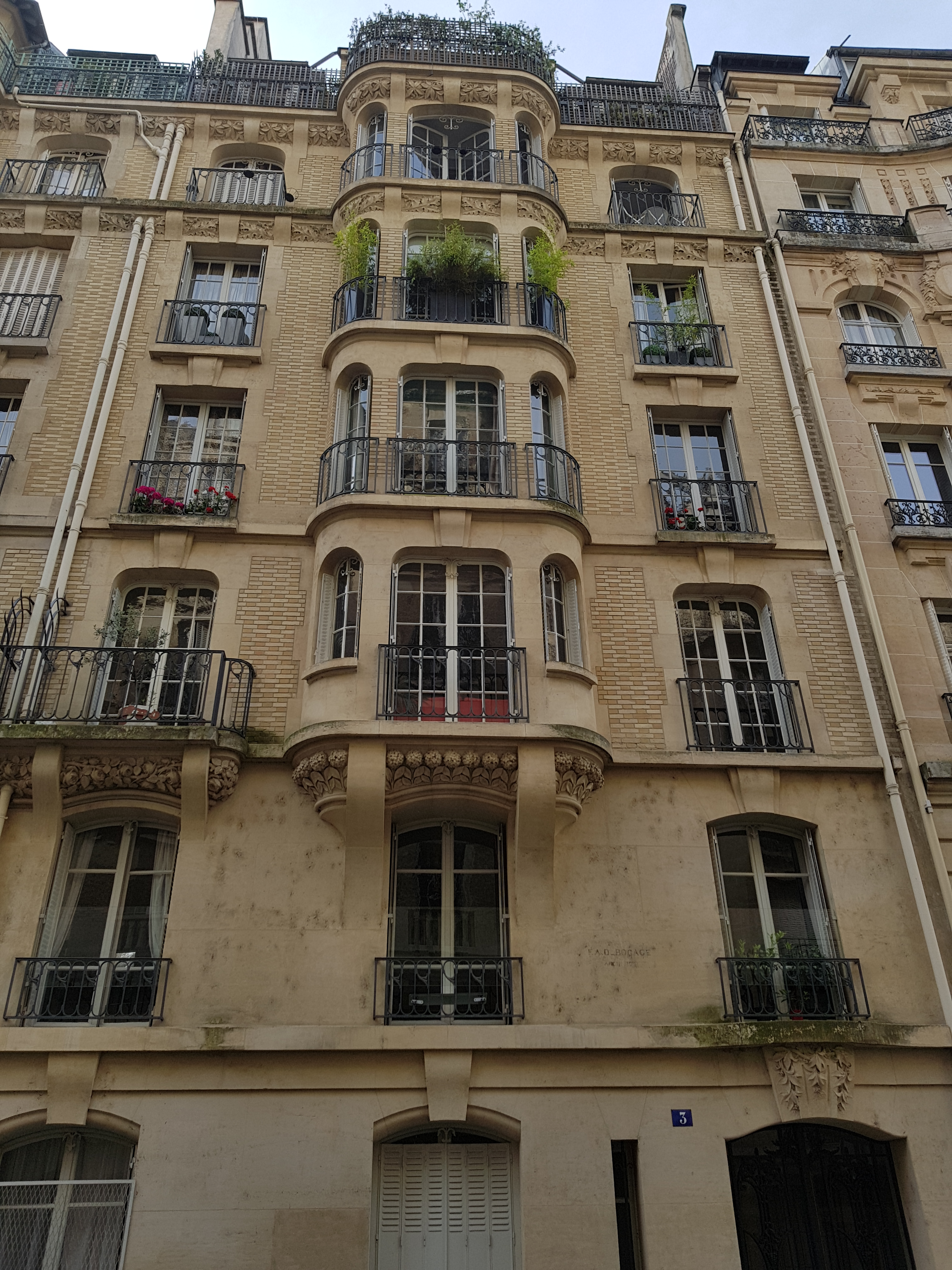
No 3, rue Charles-Dickens, Paris.